# La Métropole des animaux
Pour plus de détails, voir Fiche technique et Distribution.
La Métropole des animaux (Animali metropolitani) est un film italien réalisé par Steno, sorti en 1987.

## Fiche technique
- Titre français : La Métropole des animaux[1]
- Titre original : Animali metropolitani
- Réalisation : Steno
- Scénario : Steno, Enrico Vanzina et Marco Cavaliere
- Pays d'origine : Italie
- Genre : comédie, science-fiction
- Date de sortie : 
  - Italie : 1987
  - France : 18 juillet 1990[1]

## Distribution
- Donald Pleasence : Livingstone
- Senta Berger : Docteur Abbott
- Ninetto Davoli : Spartaco Scorcelletti
- Enzo Braschi : Ruggero Leone
- Leo Gullotta : Don Michele Amitrano
- Maurizio Ferrini : Loris Zamberlini
- Maurizio Micheli : Coniglio
- Pino Ammendola : le directeur
- Jimmy il Fenomeno